# Allerwehr Celle

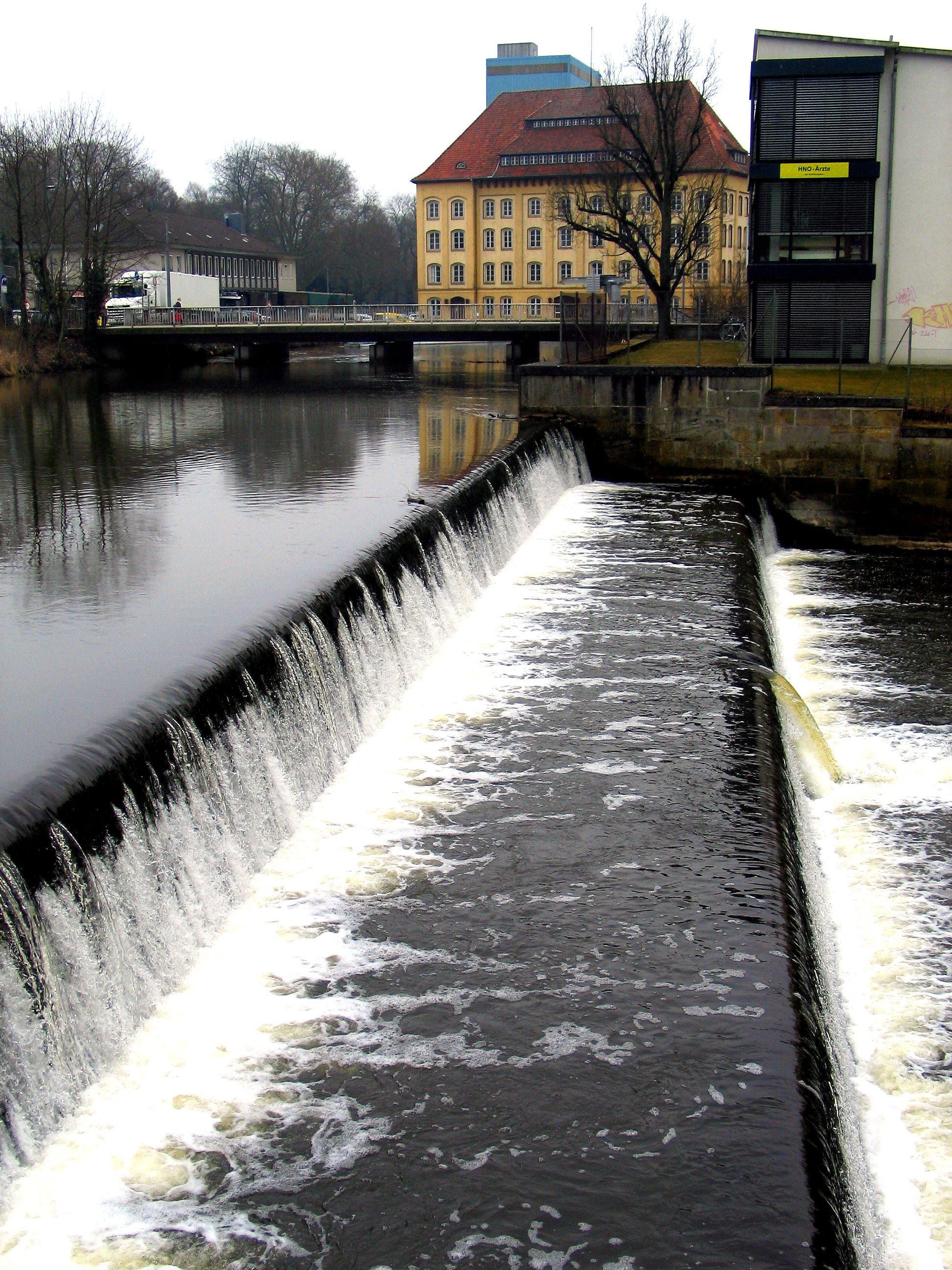
Großes Überfallwehr, Blick vom Stauwärterhaus des Walzenwerks Richtung Ratsmühle

Das Allerwehr Celle in der Innenstadt von Celle bildet den Endpunkt der als Bundeswasserstraße ausgebauten Aller. Es besteht aus zwei Wehranlagen an einer Flussgabelung oberhalb des Celler Hafens. Das Gefälle der Aller wird hier seit dem Mittelalter als Stapelplatz und für Wassermühlen genutzt. Die Wehranlage wird vom Niedersächsischen Landesbetrieb für Wasserwirtschaft, Küsten- und Naturschutz (NLWKN) betrieben und unterhalten.
Am nördlichen Wehr liegt die Herrenmühle, am südlichen Wehr die Ratsmühle.

## Wehr am Aller-Nordarm mit Herrenmühle

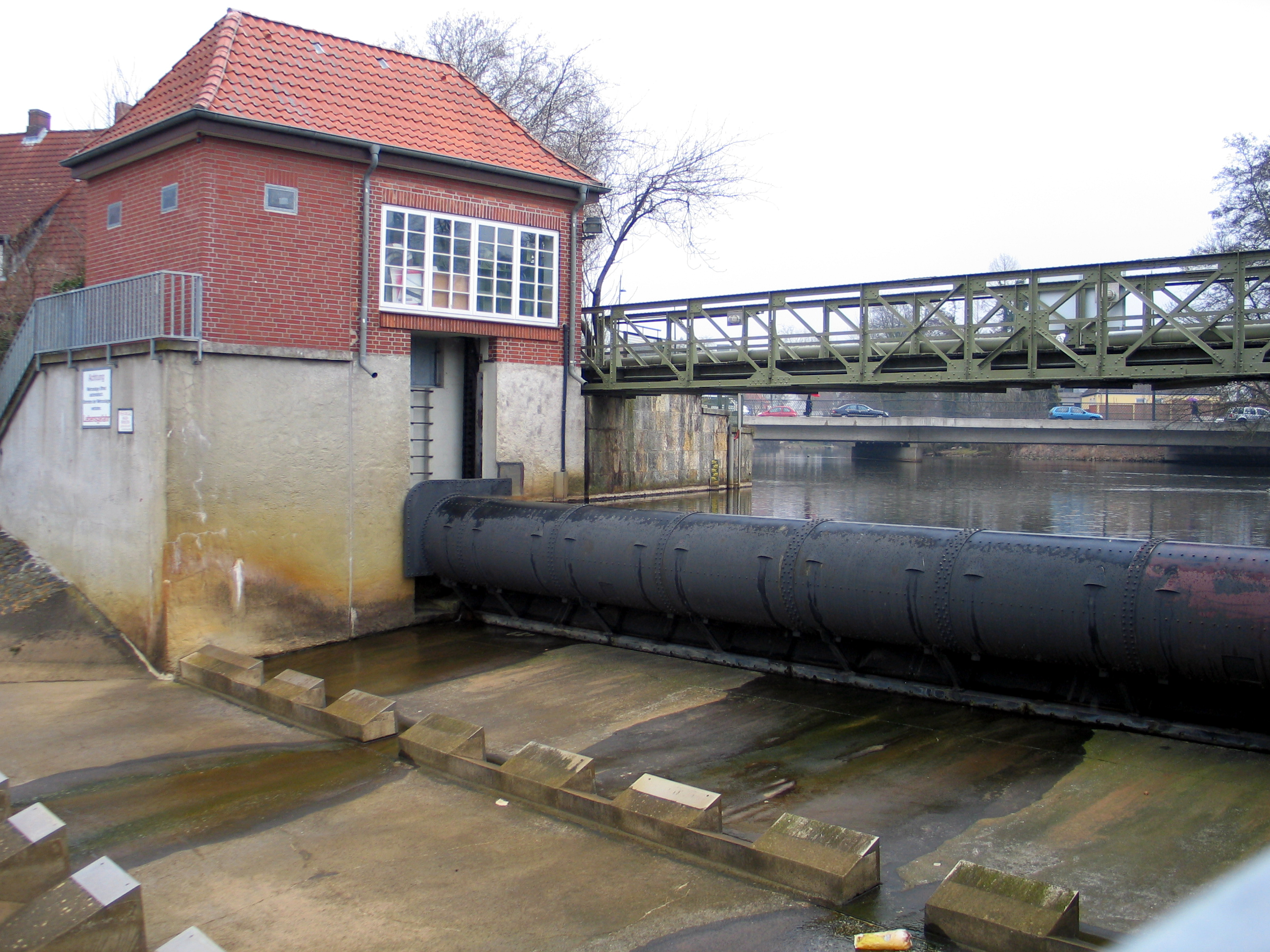
1994–96 saniertes Walzenwehr mit Maschinenhaus, neuem Tosbecken und vergossenen Zahnschwellen

Das Wehr am Aller-Nordarm besteht aus einer beweglichen Walzenwehranlage mit einem Maschinenhaus, einem Wehrhäuschen von 1904 sowie aus dem festen zweistufigen großen Überfallwehr. Die denkmalgeschützte Walzenwehr-Anlage wurde in ihrer heutigen Form von 1937 bis 1939 auf Vorläufer-Bauten errichtet. 1994 bis 1996 wurde nach einer Grundinstandsetzung der Stahlkonstruktion des Walzenkörpers beschädigte Stahlbaukörper ausgetauscht und mit Heißnieten verbunden. Das Tosbecken wurde saniert, die Zahnschwellen neu vergossen. Der ehemalige Antrieb wurde durch eine neue Technik ersetzt. Das alte Walzenwindwerk aus dem Jahr 1937 wurde am rechten Allerufer ausgestellt. Am Nordufer der Aller an das Wehr anschließend befindet sich die 1616 gegründete Herrenmühle.

## Wehr am Aller-Südarm mit Ratsmühle

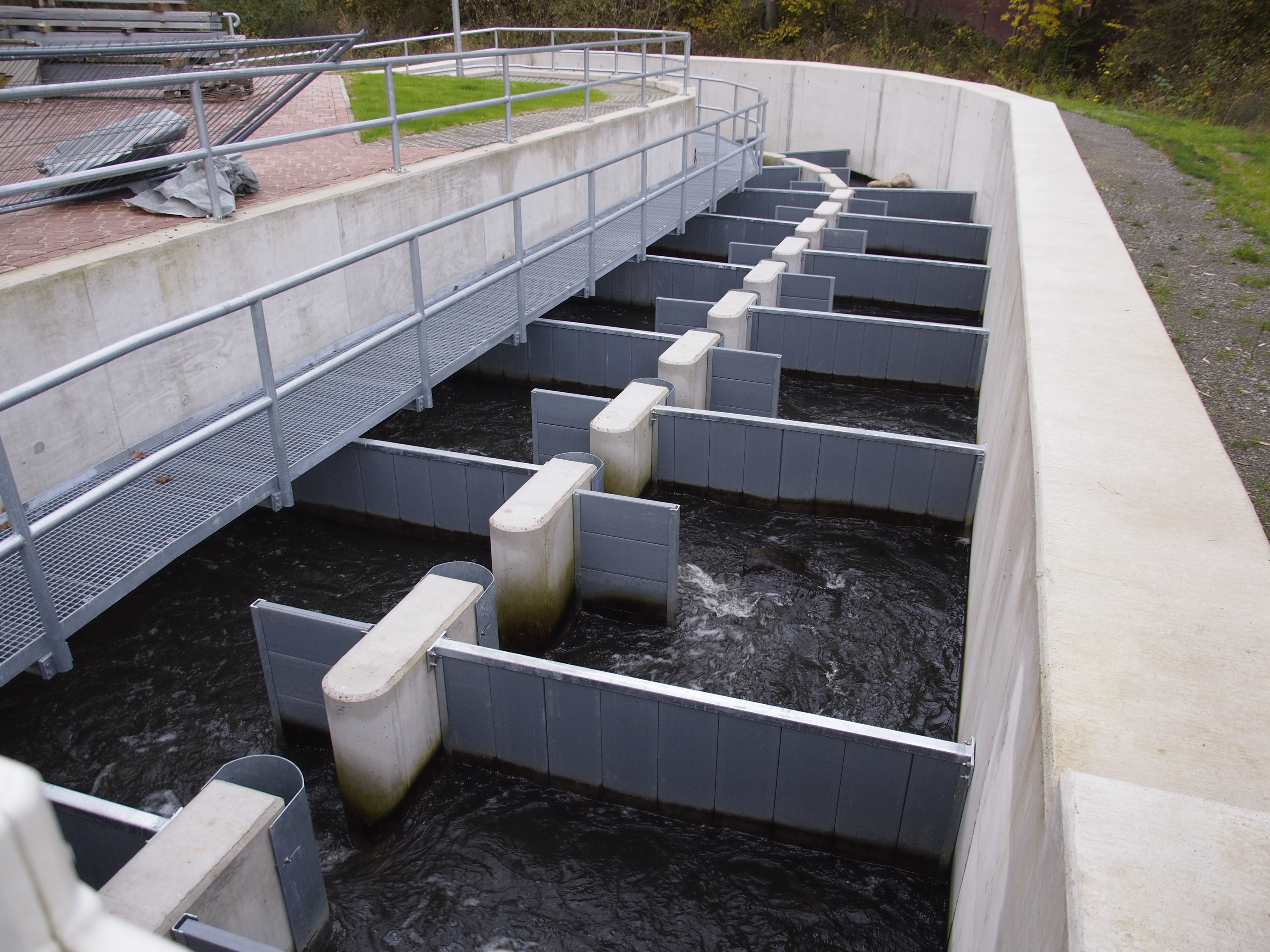
Fischaufstieg an der Ratsmühle

Am Aller-Südarm befindet sich das kleine zweistufige Überfallwehr. Da die Wehre mit betonierter Sohle und Einfassung sowie einer Fallhöhe um 3 m die Wanderung von Wasserlebewesen unterbinden, wurde 2012 eine Fischaufstiegshilfe am Wehr der Celler Ratsmühle gebaut. Von der Opposition wurde 2014 bemängelt, dass deren Effizienz bisher nicht ausreichend überprüft worden sei. Außerdem wurde ein fischschonender Horizontalrechen in Verbindung mit einer neuen Freiflutanlage eingebaut, um Fischen auch das Abwandern ins Unterwasser zu ermöglichen.
Im Zuge der Verlegung der Residenz des Fürstentums von Lüneburg nach Celle im Jahre 1378 wurde an der Aller eine Getreidemühle errichtet. Das heutige vierstöckige Gebäude der Ratsmühle im neoklassizistischen Stil stammt aus dem Jahr 1899. Bis 2009 wurde hier täglich mehrere Hundert Tonnen Mehl für den schwedischen Knäckebrothersteller Wasa hergestellt. Die Stadt Celle kaufte die ehemalige Ratsmühle mit den Wasserrechten nach der Stilllegung. Für das leerstehende Gebäude wird eine Nutzung gesucht, während die Wasserkraftanlage im Untergeschoss 2012 bis 2013 komplett erneuert wurde. In der städtischen Wasserkraftanlage Ratsmühle werden mit Hilfe von drei Turbinen unter der Betriebsführung der Stadtwerke Celle jährlich etwa 2,7 Millionen Kilowattstunden Strom erzeugt.